# 中国工农红军第二十四军
中国工农红军第二十四军，简称红二十四军，是中国工农红军地方部队之一。

## 概述
1931年7月4日，原陕军、当时正太护路的高桂滋部第十一师一部在山西省平定县宣布起义。起义后，改编为红二十四军，下辖2个团，全军1200人，军长赫光、政治委员谷雄一、副军长窦世雄、参谋长刘明德、政治部主任刘子祥。7月17日晚18时，占领河北省阜平县。
8月9日，在张学良命令下，石友三部下沈克诈降红二十四军。红二十四军领导轻易中计，在两天内被其诱杀殆尽。余部推举刘明德为军长，于9月初转战渡过黄河，进入绥远，受到傅作义的围剿，无法立足，刘明德失踪，继任军长蒲子华亦很快阵亡。残军于内蒙古两岔河战败。部分残军六七十人转战进入陕西，在榆林县彻底失败。残余人员与杨仲远、阎红彦、吴岱峰领导的由晋西游击队发展而来的陕北红军会合，1933年8月编为陕北红军第三支队，后成为红二十七军一部。